# 裸官
裸官（らかん、ルオグワン、拼音: luǒguǎn、英：Naked official）とは、中華人民共和国の海外亡命する官僚のこと。「裸体官員」又は「裸体做官」の略語とされる。

## 概要
配偶者や子女などの家族を留学等の名目で外国に居住させる、または出産旅行によって子女をアンカーベイビーにさせ国籍（市民権）を取得させ、国内で汚職などによって不正蓄財した財産を外国に送金し、本人は官僚として単身で中国国内にとどまっている者を指す。単身赴任の逆のような状態とも言える。中国で不祥事が発覚したら、本人は家族が待っている外国へすばやく逃亡（亡命）し、不正蓄財も差し押さえられないような状況にしているのである。
家族の滞在先である外国は米国、イギリス、カナダ、オーストラリア、フランスなど、移民を受け入れやすく中国と犯罪人引渡し条約を締結していない西側先進諸国。滞在先には裸官の家族らによってコミュニティーが形成されており、「裸官村」と呼ばれることもある。中には、裸官の愛人も海外に住まわせる例もあり、愛人が集中しているコミュニティーは妾村（めかけむら）と呼ばれることもある。
2011年に中国社会科学院が行った調査によると、1990年代中期以降に海外逃亡した政権幹部の人数は1万8000人、持ち出した金額は8000億元（約10兆円）に上る。
裸官は中国の官僚の家族の動向が外国勢力によって握られてしまい、政策決定に影響を及ぼしかねないことが中国で問題視されている。
2014年中国共産党の調査により全国で県級以上の3,200人余りが特定され、内約1000人が降格処分とされた。

## 事例

### 巨額の資金が流出した事件
- 1994年11月 - 黒龍江省石油会社社長・劉佐卿は、1億元にも達する資産を違法に国外に転移させ、その後一家で米国に逃亡した。
- 2005年1月 - 中国銀行ハルビン河松街支店の頭取・高山はカナダへ逃亡した。事件に関わる金額は10億元を超える。
- 2006年6月 - 福建省工商局の局長・周金伙は米国へ逃亡した。事件に関わる金額は多くとも数百億元に達する。
- 2012年4月 - 中国共産党鳳城市委員会書記・王国強は2億元を所持し、ひそかに国境を出て米国へ逃亡した。

## 関連書籍
- 澁谷 司 著『中国高官が祖国を捨てる日―中国が崩壊する時、世界は震撼する』(経済界新書)、2013年1月、東京、経済界 ISBN 978-4766720433
- 朝日新聞中国総局、『紅の党 習近平体制誕生の内幕』、2012年、東京、朝日新聞出版 ISBN 978-4022510297